# Bezpośredni cel inflacyjny
Bezpośredni cel inflacyjny (BCI) – strategia polityki pieniężnej, w której bank centralny państwa wyznacza poziom inflacji w danym okresie i za priorytet stawia sobie osiągnięcie tego poziomu.

## Opis
Strategia bezpośredniego celu inflacyjnego (BCI) związana jest z odrzuceniem wszelkich celów pośrednich i skoncentrowaniu się na inflacji. Banki centralne, działające w ramach BCI, analizują dużą liczbę czynników mogących oddziaływać na inflację. Przyjęcie strategii BCI powoduje, że banki centralne nie są związane żadnymi dodatkowymi celami, takimi jak np. tempo wzrostu pieniądza lub poziom kursu walutowego, lecz mają swobodę w decydowaniu o tym, co w danej chwili należy zrobić.
Wcześniej banki centralne stosowały w swojej polityce inne cele, które tylko pośrednio oddziaływały na inflację. Należały do nich np. stopy procentowe, ilość pieniądza w gospodarce lub kurs walutowy. W latach 80. prawie wszystkie kraje rozwinięte wyznaczały cele swojej polityki w postaci pożądanej podaży pieniądza w gospodarce. Z powodu rozluźnienia rygorów na rynku finansowym (tzw. deregulacji) i rewolucji informatycznej, oraz rozwoju nowych typów aktywów finansowych (np. instrumentów pochodnych, akcji, obligacji, jednostek funduszy inwestycyjnych itp.) związek między podażą pieniądza a wielkością inflacji (mierzonych średnim poziomem cen) stawał się coraz to mniej widoczny. 
Pierwszym bankiem centralnym, który określił cel inflacyjny, był w 1990 roku Bank Rezerwy Nowej Zelandii. W końcu tego roku cele inflacyjne miało 8 banków centralnych, a do 1998 roku − 54 banki centralne. W najbardziej rozwiniętych państwach świata jest to zwykle 1−2,5% wskaźnika cen towarów i usług konsumpcyjnych.
Praktyka polityki pieniężnej na świecie pokazuje, że niezależność banku centralnego może być jednym z czynników sprzyjających niskiej inflacji. W strategii BCI jest ona jeszcze ważniejsza, gdyż bez niej bank centralny nie mógłby podejmować decyzji niezbędnych do utrzymania niskiej inflacji, które mogą być niepopularne, ale z podjęcia których będzie potem rozliczany w razie nieosiągnięcia celu inflacyjnego. Dlatego w krajach, w których wprowadzono BCI, władze monetarne generalnie cieszą się wysokim stopniem niezależności. Niezależność władz monetarnych ma dwa wymiary: niezależność celu oraz niezależność instrumentów.
Niezależność celu polega na tym, że to władze monetarne ustalają same cel inflacyjny. Niezależność instrumentów oznacza, że władze monetarne mają pełną swobodę w wyborze narzędzi, jakimi chcą się posługiwać i w ustalaniu ich wartości. W ramach strategii BCI konieczne jest posiadanie drugiej z nich – bez niej bank centralny nie ma możliwości efektywnego wykonywania nałożonego nań mandatu.

### W Polsce
Ustawa o NBP stwierdza, że: „Podstawowym celem działalności NBP jest utrzymanie stabilnego poziomu cen, przy jednoczesnym wspieraniu polityki gospodarczej Rządu, o ile nie ogranicza to podstawowego celu NBP” (art. 3.1). Od 12 kwietnia 2000 roku kurs złotego jest kursem płynnym i nie podlega żadnym ograniczeniom. Bank centralny nie stawia sobie za cel określenia z góry poziomu kursu złotego do innych walut. Zastrzega sobie jednak prawo do interwencji, o ile uzna je za konieczne do realizacji celu inflacyjnego.
W Polsce od 1999 w realizacji polityki pieniężnej NBP wykorzystuje strategię bezpośredniego celu inflacyjnego. W jej ramach Rada Polityki Pieniężnej określa cel inflacyjny, a następnie dostosowuje poziom podstawowych stóp procentowych NBP tak, by maksymalizować prawdopodobieństwo osiągnięcia tego celu. Od początku 2004 r. Narodowy Bank Polski realizuje ciągły cel inflacyjny na poziomie 2,5 proc. z dopuszczalnym przedziałem wahań +/− 1 punkt procentowy. NBP utrzymuje poziom stóp procentowych spójny z realizowanym celem inflacyjnym, wpływając na wysokość nominalnych krótkoterminowych stóp procentowych rynku pieniężnego. Stopy rynku pieniężnego mają wpływ na oprocentowanie kredytów i depozytów w bankach komercyjnych, a co za tym idzie na rozmiary kredytu, popyt w gospodarce i stopę inflacji.
Wykorzystywany przez NBP zestaw instrumentów polityki pieniężnej pozwala na kształtowanie rynkowych stóp procentowych. Instrumenty te obejmują:
- operacje otwartego rynku
- rezerwę obowiązkową
- operacje depozytowo-kredytowe (operacje otwartego rynku).

## Zalety bezpośredniego celu inflacyjnego
Zaletami bezpośredniego celu inflacyjnego są:
- jasność założeń strategii dla otoczenia gospodarczego
- zwiększenie wiarygodności poczynań banku centralnego spowodowane długoterminowością strategii
- zmniejszenie kosztu społecznego przy przełamywaniu wygórowanych oczekiwań inflacyjnych
- elastyczność strategii
- brak zaburzeń polityki zagranicznej dzięki płynności kursu walutowego.

Przykładanie tak dużego znaczenia do celu inflacyjnego wynika z przekonania, że niska i stabilna inflacja sprzyja wszelkim innym przejawom życia gospodarczego. Twierdzi się, że tworzy ona pozytywne warunki, jest pożądanym środowiskiem, w którym gospodarka może się dobrze rozwijać.